# Лайтнін Гопкінс
Ла́йтнін Го́пкінс (англ. Lightnin' Hopkins), справжнє ім'я Се́мюел Джон Го́пкінс (англ. Samuel John Hopkins; 15 березня 1912, Сентервілл, Техас — 30 січня 1982, Х'юстон, Техас) — американський блюзовий співак, автор пісень і гітарист. Лауреат премії «Греммі» за досягнення протягом життя (2013).

## Біографія

### Ранні роки
Народився 15 березня 1912 року в Сентервіллі, округ Леон, штат Техас (також зустрічається 1911); був одним з шістьох дітей у музиканта Ейба Гопкінса і Френсіс (Сімс) Вашингтон. Двоє братів Гопкінса, Джон Генрі Гопкінс та Джоел Гопкінс також були музикантами. Першим інструментом Гопкінса стала саморобна гітара із ящика для зберігання цигарок з дротовою сіткою як струнами.

### Кар'єра
На початку 1920-х у віці 8 років зустрів відомого техаського блюзмена Блайнд Лемон Джефферсона, який приїхав на одне з релігійних свят до общиини, де мешкав Гопкінс і навіть отримав шанс зіграти з ним. Пізніше Гопкінс був поводирем для сліпого Джефферсона. Гопкінс покинув рідний дім в ранньому віці. У цей період почав працювати з іншою зіркою довоєнного блюзу — Елджером «Тексас» Александером, який був його кузеном. Гопкінс і Александр грали разом на вечірках та джук-джойнтах, подорожуючи по всьому східному Техасу і деяких місцях в Міссісіпі.
Середину 1930-х років провів у х'юстонській трудовій в'язниці-фермі за неясних обставин злочину. На цей період його партнерство з Александером було перерване, однак після виходу на свободу, вони знову об'єдналися.

### Останні роки
Помер 30 січня 1982 року в лікарні Св. Йосифа в Х'юстоні, округ Гарріс, Техас у віці 69 років від раку стравоходу. Похований на кладовищі Форест-Парк в Х'юстоні.

## Визнання
У 1980 році був прийнятий до Зали слави блюзу після чого, він через два роки помер. Також у 1980 році здобув нагороду National Blues Music Awards в категорії «Найкращий артист традиційного блюзу». Журнал «Rolling Stone» у 2003 році помістив Гопкінса на 71-е місце у списку 100 найкращих гітаристів усіх часів (однак у версії 2011 року він до списку не потрапив). 
У 2013 році був удостоєний премії «Греммі» за досягнення протягом життя.

## Дискографія
- Lightnin' Hopkins (Folkways, 1959)
- Down South Summit Meetin' (World Pacific, 1960); з Брауні Макгі, Біг Джо Вільямсом і Сонні Террі
- Lightnin' (Bluesville, 1961)
- Last Night Blues (Bluesville, 1961); з Сонні Террі
- In New York (Candid, 1961)
- Lightnin' Strikes (Vee-Jay, 1962)
- Hootin' the Blues (Prestige Folklore, 1964; записаний 1962)
- Soul Blues (Prestige, 1965)
- The Texas Bluesman (Arhoolie, 1968)
- Dirty Blues (Mainstream, 1971)